# Silvan-Pierre Leirich
Silvan-Pierre Leirich est un acteur allemand né le 21 novembre 1960 à Hanovre. Il est connu pour avoir joué le rôle de Richard Steinkamp dans la série télévisée Le Rêve de Diana.
Il est marié avec l'actrice italienne Barbara Ricci, a 2 enfants (un garçon et une fille) et il vit à Rome. Il parle italien, français et anglais.

## Filmographie

### Acteur

#### Cinéma
- St. Pauli Nacht (1999)
- Der Campus (1998) Rôle de Pit Schumacher
- Enemy Mine

#### Télévision
- Le Rêve de Diana (Rôle principal, depuis 2006)  Rôle de Richard Steinkamp
- Sophie - Braut wider Willen (Rôle principal, 2005-2006) Rôle de Friedrich Hartenstein
- Küstenwache - Episode : Verschworene Gemeinschaft (2005) Rôle de Harmsdorff
- Tatort Episodes :
  - Eine Leiche zuviel (2004) Rôle de Thierry Blanc
  - Schüsse auf der Autobahn (1998)
- Saniyes Lust (2004) Rôle de Peter
- Un cas pour deux (Ein Fall für Zweii) Episodes :
  - Nebengeschäfte (2004)
  - Hassliebe (2000)
- Ritas Welt - Episode Schumann gibt Gas (2003) Rôle de Fahrlehrer Bömer
- Polizeiruf 110 Episodes :
  - Vom Himmel gefallen (2002)
  - Discokiller (1998) Rôle de Gero Troll
  - Schneemann sucht Schneefrau (2002) Rôle d'Oskar Wellenbring
  - Du oder keine (2001) Rôle de Wolfgang
- Sinan Toprak ist der Unbestechliche
- Der Fenstersturz (2001) Rôle de Erwin Vorderecker
- In bester Gesellschaft, Der Pfundskerl (2000) Rôle d'Eddi
- Commissaire Léa Sommer - Episode Die große Versuchung (1999) Rôle de Gernot Pilgrim
- Herzschlag - Das Ärzteteam Nord' (1999) Serie Rôle de Dr. Tilman Behrens
- Maître Da Costa Episode Alibi sur Ordonnance (1999) Rôle de James Bourgoin
- Une équipe de choc - Der letzte Kampf (1999) Rôle de Hassel
- JETS - Leben am Limit dans l'épisode Out of Control (1999)
- Atemlose Liebe (1999) Rôle d'Uwe Klimt
- Ein Engel schlägt zurück (1998) Rôle de Hannes
- Eine ungehorsame Frau (1998) (TV) Rôle de Bechstein
- Ein Schloß für Rita (1997) Rôle de Gerd Eberhard
- Benny allein gegen alle (1997) Rôle deRobert'
- Klinik unter Palmen - Episode Spiel mit dem Feuer (1996)
- Hallo, Onkel Doc! -  Episode Freundschaft (1996) Rôle de Günter Harbeck
- Die Geliebte (1996) Rôle d'Oliver
- En quête de preuves - Episode Tödlicher Glaube (1996) Rôle de Joshua
- Faust dans l'épisode Der Goldjunge (1996)
- Römisches Intermezzo (1996) Rôle de Guido
- Der schwarze Fluch – Tödliche Leidenschaften (1995)
- Das kalifornische Quartett (1995) Rôle de Harry
- Pumuckl und der blaue Klabauter (1994) Rôle de Steward Martin
- Der letzte Kosmonaut (1994)
- Christmas (1993)
- Happy Holiday - Episode Täuschungsmanöver (1993) Rôle d'Andi
- Dann eben mit Gewalt (1993)
- Neptun und Isolde (1992) Rôle de Jan
- Rosen für Afrika (1992) Rôle de Paul
- Das Nest - Episode Schatzsuche (1992)  Rôle de Rainer Lentz
- Endstation Harembar (1992) Rôle de Kurt Meier
- Unter Freunden (1988)
- Section enquêtes criminelles

### Scénariste
- Stefania
- Ein ganz normales Leben
- Feelin Allright

## Théâtre
- Don Karlos Rôle de Don Carlos
- Nathan der Weise Rôle de  Tempelherr
- Julius Cäsar: Jules César Rôle de  Cato et de Varus
- Ein Sommernachtstraum : Songe d'une nuit d'été Rôle d'Oberon
- Wer hat Angst vor Virginia Woolf? : Qui a peur de Virginia Woolf ? Rôle de Nick
- Goldener Westen Rôle de Lee
- Marquis de Sade Rôle de Marquis de Sade
- Feelin Allright Divers rôle

## Doublage en allemand
- Robin des Bois, prince des voleurs Voix de Christian Slater
- Retour à Cold Mountain voix de Jude Law
- South Park Voix de Jesus
- voix de Thierry Lhermitte dans divers film.

## Musique

### Album(en allemand)
- - Diamantentränen
    - 01. Paul der Looser
    - 02. Diamantentränen
    - 03. Die coole Frau aus Rio de Janeiro
    - 04. Immer wenn wir kommen
    - 05. Das hab'n wir nicht gewusst
    - 06. Ich glaube es wird regnen
    - 07. Der tote Kommissar
    - 08. Sahara Blues ( Berny’s Weg )
    - 09. Lajèra Amor Monsun
    - 10. Besessen....
    - 11. Regenbogentanz
    - 12. Asche in den Wind
    - 13. Paul der Looser (Radio-Edit)

### Singles
- - Paul der Looser
    - 1. Paul der Looser (Radio-Edit)
    - 2. Das hab'n wir nicht gewusst
    - 3. Paul der Looser (Album-Version)
    - 4. Paul der Looser (Karaoke)

## Management
- KAB Kleinschmidt

## Label
- JRM - Media (Surprise Media)
- 3E Music